# D. Phil Woodruff
David Philip Woodruff, auch Phil Woodruff oder D. P. Woodruff zitiert, (* 5. Dezember 1944 in der Region Manchester) ist ein britischer experimenteller Festkörperphysiker, der sich insbesondere mit der Untersuchung von Oberflächen mit Synchrotronstrahlung beschäftigt.

## Leben
Woodruff besuchte die Manchester Grammar School, studierte Physik an der Universität Bristol und wurde 1965 an der damals neu gegründeten University of Warwick bei John Forty promoviert, wo er seitdem blieb und Professor wurde.
Anfangs befasste er sich mit LEED-Spektroskopie. Ab 1986 begann er sich in Zusammenarbeit mit Alexander M. Bradshaw am Fritz-Haber-Institut in Experimenten an BESSY mit Synchrotronstrahlung zur Untersuchung von Oberflächen zu befassen, zum Beispiel der Struktur von Molekül-Absorbaten auf Metalloberflächen. Zu den von ihm entwickelten Techniken gehört die Photoelektronenbeugung (PhD, scanned-energy mode photoelectron diffraction), mit Bradshaw, wo aus der Interferenz eines Photoelektrons mit den durch elastisch in der Umgebung gestreuten Elektronen Informationen über chemische Struktur der Streuzentren auf der Oberfläche gewonnen werden. Eine weitere von ihm weiterentwickelte Technik ist XSW (x-ray standing waves, siehe Röntgenfluoreszenzanalyse). und speziell NIXSW (Normal incidence x-ray standing wavefield absorption), bei der ausgenutzt wird, dass die Absorption von Röntgenstrahlung durch Moleküle je nach Position nahe Bauch oder Knoten der stehenden Welle sehr unterschiedlich ist. Er arbeitete an vielen weltweiten Synchrotronstrahlungsquellen, insbesondere aber in Berlin (Bessy) und Daresbury (Cheshire).

## Preise und Auszeichnungen
1994 erhielt er gemeinsam mit Alexander Bradshaw den Max-Planck-Forschungspreis. 2003 erhielt er die Mott-Medaille und  2000 den Medard W. Welch-Award. 2011 erhielt er die Max-Born-Preis für seine Pionierarbeit in der Entwicklung experimenteller Techniken für die quantitative Bestimmung von Oberflächenstrukturen, die neue Einsichten in eine Reihe von Oberflächen-Phänomenen lieferten. Er ist Fellow der Royal Society.

## Schriften
- mit T. A. Delchar: Modern techniques of surface science, 1986, 2. Auflage, Cambridge University Press 1994.
- The solid-liquid interface, Cambridge University Press 1973
- Herausgeber: Surface Dynamics, Elsevier 2003
- Herausgeber: Atomic clusters: from gas phase to deposited, Elsevier 2007
- Herausgeber mit D. A. King The Chemical physics of solid surfaces and heterogeneous catalysis, 9 Bände, Elsevier ab 1981